# Американская куница
Американская куница (лат. Martes americana) — редкий вид семейства куньих, внешне похож на лесную куницу. 

## Распространение
Американская куница широко распространена на Североамериканском континенте. С севера на юг её ареал простирается от северной границы лесов арктической Аляски и Канады до северной части Нью-Мексико. С востока на запад её распространение простирается от Ньюфаундленда на юг и запад до Калифорнии. В Канаде и на Аляске американская куница расселена широко и непрерывно. В западной части Соединенных Штатов расселение ограничивается отдельными регионами, приуроченными горным цепям, на территории которых сложилась подходящая среда обитания. Популяция американской куницы была восстановлена в некоторых районах, где ранее отмечалось её сокращение.

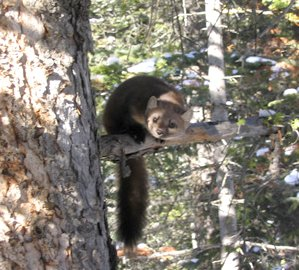

Американская куница предпочитает обитать в хвойных или смешанных лесах Аляски и Канады. Небольшие группы куницы живут на среднем западе США в штатах Миннесота и Висконсин. Промысел и сокращение площади лесов, пригодных для обитания американской куницы, сократили её численность, но популяция ещё остаётся значительной. Считается, что один из подвидов (Martes americana atrata), обитающий в Ньюфаундленде, находится под угрозой исчезновения.

## Внешний вид
Американская куница имеет мягкий и густой мех, с вариацией цвета от бледно-жёлтого к красноватому и тёмно-коричневому. Шея животного бледно-жёлтая, а хвост и ноги тёмно-коричневые. На морде две чёрные линии, идущие вертикально от глаз. Пушистый длинный хвост составляет треть общей длины зверька. Самцы достигают длины тела от 36 см до 45 см при длине хвоста от 15 см до 23 см и веса от 470 г. до 1300 г. Самки меньше, длиной тела от 32 см и до 40 см и длиной хвоста от 13,5 см до 20 см и весят от 280 г. до 850 г.
Мало известно о повадках американской куницы, это типичный ночной и очень осторожный хищник.